# Carlo Macchitella
Carlo Macchitella (Firenze, 1º gennaio 1952 – Roma, 9 marzo 2023) è stato un produttore cinematografico, produttore televisivo e saggista italiano. Fu tra gli ideatori e i fondatori di Rai Cinema e 01 Distribution, di cui fu direttore generale e presidente dal 2000 al 2007.

## Biografia
Nato nel 1952 a Firenze da padre pugliese e madre fiorentina, si laureò in giurisprudenza nel 1975 con Paolo Barile all'Università di Firenze con una tesi su Costituzione e libertà di informazione. Fino al 1980 svolse attività di insegnamento e ricerca presso l'Istituto di Diritto Pubblico di Firenze, prima come borsista CNR, poi come assistente incaricato. Entrò in Rai per concorso.
Pubblicò numerosi saggi e articoli in tema di libertà di stampa, emittenza TV, Assemblea Costituente su importanti riviste e volumi collettanei di settore.

### Consigliere di Amministrazione di Cinecittà (1986-1994)
Dal 1986 al 1994 fu Consigliere di Amministrazione di Cinecittà prima e dell'Istituto Luce poi, contribuendo al rilancio del gruppo cinematografico pubblico sia sotto il profilo organizzativo, con l'apertura degli studi di Cinecittà alle produzioni televisive, che editoriale e produttivo (tra i film prodotti si ricordano Ginger e Fred e L'intervista di F. Fellini, La famiglia di E. Scola).

### Gli anni della Rai e di Rai Cinema
Entrato in Rai per concorso nel 1980, lavorò presso la Direzione del Personale, poi alla Pianificazione Aziendale e nella Segreteria del Consiglio di Amministrazione. Nel 1989 Giampaolo Sodano lo chiamò a Rai 2 dove rimase anche sotto la direzione di Gabriele La Porta e Carlo Freccero come responsabile della programmazione cinema e fiction. Creò in quegli anni alcuni importanti appuntamenti di programmazione (I Gialli del sabato, I difficili mondi delle donne) che restarono per molti anni punti di riferimento nel palinsesto della rete. Acquisì e programmò in prima serata la serie E.R. - Medici in prima linea che fu uno dei più grandi successi in termini di ascolto e di immagine nella storia della programmazione di serie TV in Italia.
Dal 1995 fu il responsabile degli acquisti cinema nella direzione centrale Acquisti, Produzione e Vendite cinema e fiction della Rai diretta da Sergio Silva prima e Andrea Melodia dopo.
Nel 1999 venne nominato Direttore Generale di Rai Cinema e presidente di 01 Distribution alla cui ideazione, progettazione ed organizzazione partecipò attivamente in prima persona. In quegli anni per Rai Cinema produsse diversi film, tra i quali: Buongiorno Notte di Marco Bellocchio, Le chiavi di casa di Gianni Amelio, Caterina va in città di Paolo Virzì, La bestia nel cuore di Cristina Comencini, e Notte prima degli esami di Fausto Brizzi.
Oltre a distribuire i film italiani prodotti da Rai Cinema, 01 Distribution portò nelle sale, tra gli altri: Il pianista di Roman Polański, The Aviator di Martin Scorsese, e Million Dollar Baby di Clint Eastwood
Nel febbraio 2007 si dimise dalla carica di direttore generale di Rai Cinema e dalla Rai a fronte delle polemiche suscitate da alcuni articoli apparsi sulla stampa che legavano il suo nome alla cosiddetta "Inchiesta sui fondi neri Mediaset". Legame risultato privo di rilievo giuridico e giudiziario dal momento che "il manager non fu mai indagato".

### Attività di produttore indipendente
Dal 2008 al 2023, svolse l'attività di produttore cinematografico e televisivo indipendente con la società Madeleine, da lui fondata. 
Nel 2016 dopo averli avuti come registi nella serie televisiva Rex (sesta e settima stagione), produsse il film Ammore e malavita dei Manetti bros., in concorso al Festival di Venezia 2017 vincitore del David di Donatello come miglior film 2017, miglior attrice non protagonista, musicista, miglior canzone originale e migliori costumi nonché candidato come miglior produttore, e vincitore del Globo d'oro come miglior commedia dell'anno (2017).
Nello stesso anno, insieme ai fratelli Manetti ed alla società tedesca Beta, presieduta da Jan Mojto, fondò la società di produzione Mompracem, che nel 2018 acquisì i diritti del fumetto Diabolik per produrre l'omonimo film. L'uscita del film nelle sale cinematografiche italiane, inizialmente fissata per il 31 dicembre 2020, fu rimandata a causa della pandemia di COVID-19 e posticipata al 16 dicembre 2021.

### Altri incarichi
Dal 2007 all'ottobre 2014, curò la rubrica "Il Bello, il Brutto, il Cattivo" per il mensile di cinema Bestmovie. Nel 2011 fu responsabile dei Roma TV Screenings al Roma Fiction Fest. Svolse attività di saggista e collaborò a riviste come Mondoperaio, Problemi dell'Informazione, Prima Comunicazione, Comunicazioni di Massa e Key4biz World. 
Dal 2017 al 2022, tenne un Laboratorio di Produzione all'interno del Master in Gestione della produzione cinematografica e televisiva della Luiss Business School.

## Onorificenze
Venne insignito, nel 2006, dell'onorificenza di Commendatore della Repubblica Italiana.

## Filmografia
- La fine è il mio inizio, regia di Jo Baier (2010)
- Passione, regia di John Turturro - documentario (2010)
- La pecora nera, regia di Ascanio Celestini (2010)
- Venti anni, regia di Giovanna Gagliardo (2011)
- Studio illegale, regia di Umberto Carteni (2011)
- I misteri di Villa Sabrini (Das Geheimnis der Villa Sabrini), regia di Marco Serafini - film TV (2012)
- Rex - serie TV (2012-2014)
- Giuliano Montaldo - Quattro volte vent'anni, regia di Marco Spagnoli - documentario (2012)
- Lettera al Presidente, regia di Marco Santarelli - documentario (2013)
- Il paese perduto, regia di Manfredi Lucibello - documentario (2014)
- Nuovi comizi d'amore, regia di Italo Spinelli - documentario (2014)
- Il ritorno, regia di Olaf Kreinsen (2014)
- La gente che sta bene, regia di Francesco Patierno (2014)
- Le parole degli eroi, regia di Massimo Reale - documentario (2015)
- Ammore e malavita, regia dei Manetti Bros. (2017)
- The End? L'inferno fuori, regia di Daniele Misischia (2018)
- Letto N.6, regia di Milena Cocozza (2019)
- Non sono un assassino, regia di Andrea Zaccariello (2019)
- Tutte le mie notti, regia di Manfredi Lucibello (2019)
- Diabolik, regia dei Manetti Bros. (2021)
- Diabolik - Ginko all'attacco!, regia dei Manetti Bros. (2022)
- Diabolik - Chi sei?, regia dei Manetti Bros. (2023)

## Opere letterarie
- Gli apparati informativi del Parlamento inglese, Fondazione Giovanni Agnelli, Torino 1978
- (con Paolo Barile) I nodi della Costituzione, Einaudi, Torino 1979
- La grande riforma: 4 anni di dibattito sulla riforma istituzionale, La Nuova Italia Editrice, 1982;
- Il gigante nano: il sistema radiotelevisivo in Italia: dal monopolio al satellite, ERI edizioni Rai, Torino 1985
- (con Raffaele Barberio) L'Europa delle televisioni, Il Mulino, Bologna, 1989
- Grazie, Derrick, Bompiani, Milano 1998
- Nuovo cinema Italia: autori, industria, mercato, Marsilio, Venezia 2003
- (con Alberto Abruzzese) Cinemitalia 2005: sogni industria tecnologie mercato, Marsilio, Venezia 2005
- I mille volti del sogno, Marsilio, Venezia 2012

## Opere editoriali
- Via Tuscolana,1055, (con Vittorio Giacci) in Via Tuscolana, 1055, RomaFilmFestival, 2003
- Azienda di Stato ed emittenza privata del fenomeno pubblicitario: tra scontro e reciproca integrazione, (con Fernando Pinto) in "Scritti in onore di Egidio Tosato", Giuffrè Editore, 1982
- L'Ansa dalla ufficialità al mercato della notizia - Situazione e prospettive della nostra maggiore agenzia d'informazione - Problemi dell'informazione a. VII, n. 4, ottobre-dicembre 1982
- Una conferma per il monopolio pubblico e la prefigurazione del sistema misto - Problemi dell'informazione - Anno VI, n. 4 - ottobre-dicembre 1981
- Il ruolo dell'ente Regione nell'organizzazione radiotelevisiva. Esperienze e prospettive, (con Maria Cristina Grisolia) in Radio Televisione pubblica e privata in Italia a cura di P. Barile, E. Cheli, R. Zaccaria, Società Editrice Il Mulino Bologna, 1981
- L'autonomismo in Cultura politica e partiti nell'età della Costituente. Vol. II a cura di Roberto Ruffilli, Società Editrice Il Mulino Bologna - 1980
- Verso la riforma della stampa periodica, in Il Diritto delle radiodiffusioni e delle telecomunicazioni Anno IX n. 1 gennaio/aprile, 1977
- Potere politico, giornalisti, crisi della stampa in Politica del Diritto n. 3/4 - maggio-agosto 1976